# Love Is Strong
Singles de The Rolling Stones
Ruby Tuesday (live)
(1991) You Got Me Rocking
(1994)
Clip vidéo
[vidéo] « Love Is Strong », sur YouTube
Love Is Strong est une chanson du groupe de rock britannique The Rolling Stones parue d'abord en single le 4 juillet 1994, puis sept jours plus tard en ouverture de l'album Voodoo Lounge (dont il est le premier single).
Le single atteint la 14e place du hit-parade britannique des singles (pour la semaine du 10 au 16 juillet 1994).

## Inspiration et enregistrement
Écrite par Mick Jagger et Keith Richards, Love Is Strong qui décrit une rencontre entre deux personne qui conduit le narrateur à un coup de foudre immédiat et à un désir ardent pour le couple de s'unir malgré les obstacles.

« Ton amour est fort et tu es si douce
Tu me rends dur, tu me rends faible
L'amour est fort et tu es si douce
Et un jour, bébé, nous devons nous rencontrer... »

« De quoi as-tu peur, bébé ?
C'est plus qu'un simple rêve
J'ai besoin de temps
Nous formons un beau couple... »

La chanson a été écrite en Irlande par Keith Richards et s'appelait à l'origine "Love is Strange". Ron Wood, Keith Richards, Ivan Neville et le producteur Don Was ont travaillé la chanson pendant que Jagger faisait la promotion de son album solo Wandering Spirit. Les prises ultérieures montrent que Richards change le titre en Love Is Strong; bien que la version finale ait été considérablement modifiée par les paroles ajoutées par Jagger et l'utilisation d'un harmonica, un instrument de marque pour lui rarement utilisé dans le travail de la période des années 1980 du groupe. Mick Jagger a déclaré au moment de sa sortie : « Nous l'avons parcouru plusieurs fois et je jouais de l'harmonica, et j'ai commencé à chanter à travers le micro de l'harmonica, donc vous obtenez ce genre de son étrange. Et puis j'ai commencé à chanter une octave , donc vous obtenez ce genre de son haletant et sexy... C'était bien de mettre de l'harmonica sur un morceau comme celui-ci. Vous pensez toujours le jouer sur un blues de 12 mesures, et c'est plutôt amusant de le mettre sur un qui n'est pas. C'est bien de travailler avec une autre séquence ».
L'enregistrement a commencé en septembre 1993 dans le home studio de Wood en Irlande et s'est poursuivi aux A&M Recording Studios à Los Angeles en 1994.

## Parution
Sorti en tant que premier single de l'album, Love Is Strong a connu un succès en deçà des attentes, devenant le premier single d'album le plus bas que le groupe connaisse. En effet, il se classe difficilement dans le classement Billboard Hot 100 américain (alors que Mixed Emotions se classait dans le top 5). Malgré cela, la chanson reste l'une des chansons bien connues du groupe des années 1990.
Lors de la sortie de l'album Voodoo Lounge, Virgin (dont c'était le premier album du groupe sous contrat) a effectué de grosses dépenses dans la promotion, qui comporte un clip vidéo de Love Is Strong réalisé par David Fincher et édité par Robert Duffy chez Spot Welders ; la vidéo en noir et blanc montre des versions géantes des Stones, ainsi que quelques résidents enfermés dans des étreintes romantiques, se promenant dans New York.
Les ventes de l'album sont ralenties par le manque de succès malgré l'accueil critique positif et une victoire aux Grammy Awards du meilleur clip vidéo. Au fil du temps, le single devient plus populaire en Europe en se classant quatorzième au Royaume-Uni et a été largement diffusé aux Etats-Unis malgré une 91e place du Billboard Hot 100, mais c'est au Canada que la chanson marchera le plus en se classant deuxième là-bas, derrière You Better Wait du chanteur de Journey, Steve Perry.
Les Rolling Stones ont interprété la chanson aux MTV Video Music Awards de 1994. Bien qu'elle ne soit plus au programme des tournées du groupe au profit du plus convivial You Got Me Rocking (le single suivant du même album), les Stones ont réintroduit Love Is Strong durant le concert de la tournée A Bigger Bang le 22 juillet 2007 à Brno, en République tchèque et à celui de Hambourg en août suivant.
La chanson apparait également dans les compilations principales à succès Forty Licks en 2002 et GRRR! en 2012.

## Réception critique
Steve Baltin de Cash Box écrit : "Avec U2 et R.E.M. qui ont déjà fait tant de bons disques cette décennie, il est difficile de considérer les Rolling Stones comme le " plus grand groupe de rock 'n' roll du monde ". Cependant, ils sont toujours les Stones, et c'est une chanson cool." Il a ajouté que l'on retrouve "la marque de fabrique de Jagger tout au long de la voix, la chanson dégage le sex-appeal qui a fait de l'homme une légende. De plus, il est difficile d'ignorer un riff de Keith Richards, et cette chanson s'ouvre sur le style classique de Richards. Ce ne peut pas être Satisfaction ou Gimme Shelter, mais ce que vous voulez, ce sont toujours les Stones ». David Sinclair du Times a commenté : "En plus d'une voix typiquement salace, Mick Jagger contribue à des explosions d'harmonica qui s'entrelacent vaguement avec le hachage et le broyage sinueux des accords de septième suspendus de Keith Richards. Les paroles semblent peu aventureuses. N'est-ce pas y a-t-il quelque chose qui puisse exciter ces quinquagénaires autre que la taille et la force de leur amour ? ".

## Membres
- Mick Jagger - chant, harmonica, maracas
- Keith Richards et Ron Wood - guitares, chœurs
- Darryl Jones - basse
- Charlie Watts - batterie
- Bernard Fowler et Ivan Neville - chœurs
- Chuck Leavell - Wurlitzer et orgue Hammond

## Track listing
7" single (VS1503)
1. "Love Is Strong" (Album Version)
2. "The Storm"

Cassette single (VSC1503)
1. "Love Is Strong" (Album Version)
2. "The Storm"

US cassette single (4 km 38446)
1. "Love Is Strong" (Album Version)
2. "The Storm"
3. "Love Is Strong" (Teddy Riley Extended Remix)

CD single (VSCDE1503)
1. "Love Is Strong" (Album Version)
2. "The Storm"

CD – "Special Collectors" edition (VSCDT1503)
1. "Love Is Strong" (Album Version)
2. "The Storm"
3. "So Young"
4. "Love is Strong" (Bob Clearmountain Remix)

CD – remix edition (VSCDX1503)
1. "Love Is Strong" (Teddy Riley Radio Remix)
2. "Love Is Strong" (Teddy Riley Extended Remix)
3. "Love Is Strong" (Teddy Riley Extended Rock Remix)
4. "Love Is Strong" (Teddy Riley Dub Remix)
5. "Love Is Strong" (Joe The Butcher Club Remix)
6. "Love Is Strong" (Teddy Riley Instrumental)

## Classements

### Classements hebdomadaires
| Chart (1994)                           | Peak position |
| -------------------------------------- | ------------- |
| Australie (ARIA)                       | 47            |
| Belgique (Flandre Ultratop 50 Singles) | 18            |
| Canada (Top Singles)                   | 2             |
| Europe (Eurochart Hot 100)             | 15            |
| Finlande (Suomen virallinen lista)     | 2             |
| Allemagne (Media Control AG)           | 40            |
| Islande (Íslenski Listinn Topp 40)     | 16            |
| Pays-Bas (Nederlandse Top 40)          | 16            |
| Pays-Bas (Single Top 100)              | 6             |
| Nouvelle-Zélande (RMNZ)                | 12            |
| Norvège (VG-lista)                     | 3             |
| Écosse (OCC)                           | 11            |
| Suède (Sverigetopplistan)              | 27            |
| Suisse (Schweizer Hitparade)           | 29            |
| Royaume-Uni (UK Singles Chart)         | 14            |
| États-Unis (Hot 100)                   | 91            |
| États-Unis (Mainstream Rock)           | 2             |

### Classement de fin d'année
| Classement (1994)         | Position |
| ------------------------- | -------- |
| Canada Top Singles (RPM)  | 19       |
| Pays-Bas (Single Top 100) | 80       |